# 恩金·埃爾坦·杜扎坦
恩金·埃爾坦·杜扎坦（土耳其語：Engin Altan Düzyatan，1979年7月26日—）是土耳其电视和电影男演員。他最为人所知的作品是历史剧《復興：埃爾圖魯爾》 ，在2014年至2019年五季中扮演埃尔图鲁尔加齐。杜扎坦因此剧在多个穆斯林国家大受欢迎。

## 外部連結
- 恩金·埃爾坦·杜扎坦在互联网电影资料库（IMDb）上的資料（英文）
- 恩金·埃爾坦·杜扎坦的Instagram帳戶